# Haldwania liliputana
Haldwania liliputana är en bönsyrseart som beskrevs av Max Beier 1930. Haldwania liliputana ingår i släktet Haldwania och familjen Mantidae. Inga underarter finns listade i Catalogue of Life.